# Place Fontaine-Rouvière
La place Fontaine-Rouvière est une place marseillaise située dans le 2e arrondissement de Marseille.

## Situation et accès
Elle se situe derrière le Quai du Port.

## Origine du nom
Elle est nommée d'après une famille d'origine italienne installée à Marseille au XVe siècle.

## Historique
La place abritait depuis le 13 décembre 1966 un buste du Chevalier Roze sculpté par Jean-Baptiste Hugues. Ce monument était auparavant situé esplanade de la Tourette, avant les démolitions allemandes durant la rafle de Marseille de 1943. Le buste retrouve sa place originelle le 8 avril 2017.